# Artur Felfner
Artur Felfner, född den 17 oktober 2003, är en ukrainsk friidrottare som tävlar i spjutkastning.

## Karriär
Artur Felfner tog vid junior-EM 2021 guld i spjutkastning. Vid junior-VM tog han silver 2021 och guld 2022. Han tog vid U23-EM 2023 och vid U23-EM 2025 guld i spjutkastning.